# Десять пенсов (Великобритания)
Монета Великобритании десять пенсов — часто называется «ten pee» — появилась 23 апреля 1968 в рамках подготовки к денежной реформе 1971 года и переходу на десятичную систему. Она заменила флорин (монету номиналом два шиллинга). После реформы 1971 флорин принимался к оплате, с новым номиналом 10 пенсов. Законное обращение флорина было прекращено 1 июля 1993 года, после введения в оборот новой монеты в 10 пенсов меньшего размера.
До 2012 года 10-пенсовые монеты чеканились из сплава мельхиор, включавшего 75 % меди и 25 % никеля. Монета 1968 года была весом 11,31 грамма и имела диаметр 28,50 мм. 30 сентября 1992 была введена новая версия монеты весом 6,50 грамма и диаметром 24,50 миллиметра. Помимо уменьшения размеров, дизайн монеты оставался практически неизменным. Это произошло через год после аналогичной замены размера 5-пенсовой монеты, и новые десять пенсов, на самом деле только на грамм тяжелее и на половину миллиметра больше, чем ранее изъятая монета пять пенсов. Новая монета имеет такой же размер, как у монеты 25 центов в США и Канаде. Монеты выпущенные до 1992 года, а также флорин были изъяты из обращения с 1 июля 1993 года. С января 2012 года 10-пенсовая монета чеканится из никелированной стали в целях экономии затрат.
Три различных аверса выпускались до настоящего момента: в период между 1982 и 1984 годами Королева Елизавета II художника Арнольда Мачина, с 1985 по 1997 год она же художника Рафаэля Маклоуфа, а с 1998 года художника Ян Ранга-Бродли. На всех монетах присутствует надпись ELIZABETH II DGREG.FD
Существует несколько разновидностей монеты 1992 года. Две разновидности аверса и две разновидности реверса, две из которых являются редкими.
По состоянию на декабрь 2005 года насчитывалось примерно тысячу пятьсот восемьдесят семь миллионов 10-пенсовой монеты в обращении.
С января 2012 года монета выпускается из никелированной стали, а Королевский монетный двор объявил о выходе из обращения медно-никелевых монет с января 2013 года.

## Дизайн реверса

### 1968—2008
На оригинальном реверсе монеты, автором которого стал гравёр Кристофер Айронсайд, изображён лев в короне, с цифрой «10» расположенной под львом. Десять новых пенсов (1968 −1981), номинал стоял над львом, а более поздняя версия десяти пенсов (1982—2008) номинал под львом.

### 2008
В августе 2005 года Королевский монетный двор начал проведение конкурса на дизайн новых британских монет, кроме сравнительно новой монеты в 2 фунта. победителем стал Мэтью Дент, в апреле 2008 года, чьи проекты были воплощены в новых британских монетах, выпускаемых с лета 2008 года.. На монетах 1p, 2p, 5p, 10p, 20p и 50p изображены части Королевского щита, при совмещении всех монет образуется полное изображение всего щита. Щит в полном объёме представлен на монете с номиналом £ 1. На монете 10 пенсов изображена верхняя часть щита, показывающая двух львов с королевского знамени Англии. Надпись TEN PENCE в верхней части монеты.

## Монеты по годам выпуска в обращении
- 1968 ~ 336 143 250
- 1969 ~ 314 008 000
- 1970 ~ 133 571 000
- 1971 ~ 63 205 000
- 1972 ~ нет выпуска
- 1973 ~ 152 174 000
- 1974 ~ 92 741 000
- 1975 ~ 181 559 000
- 1976 ~ 228 220 000
- 1977 ~ 59 323 000
- 1978 ~ нет выпуска
- 1979 ~ 115 457 000
- 1980 ~ 88 650 000
- 1981 ~ 3 487 000
- 1982—1991 ~ none

уменьшенный размер
- 1992 ~ 1 413 455 170
- 1993—1994 ~ нет выпуска
- 1995 ~ 43 259 000
- 1996 ~ 118 738 000
- 1997 ~ 99 196 000
- 1998—1999 ~ нет выпуска
- 2000 ~ 134 727 000
- 2001 ~ 82 081 000
- 2002 ~ 80 934 000
- 2003 ~ 88 118 000
- 2004 ~ 99 602 000
- 2005 ~ 69 604 000
- 2006 ~ 118 803 000
- 2007 ~ 72 720 000
- 2008 ~ 9 720 000 (Айронсайд)
- 2008 ~ 71 447 000 (Дент)
- 2009 ~ 60 000 000
- 2010 ~ 25 320 500[6]